# トロール

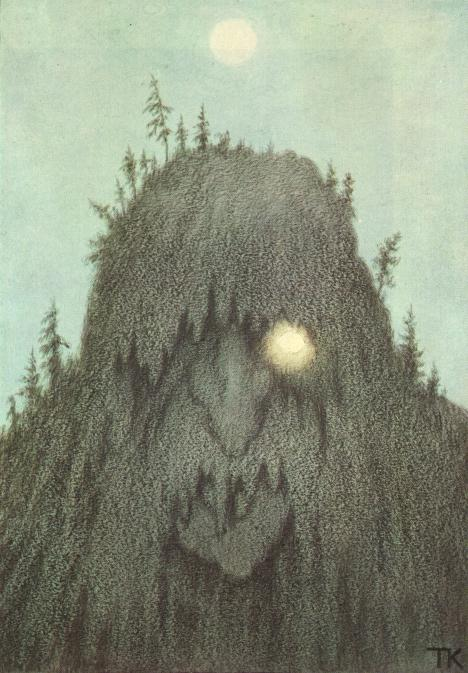
森のトロール (テオドール・キッテルセン, 1906).

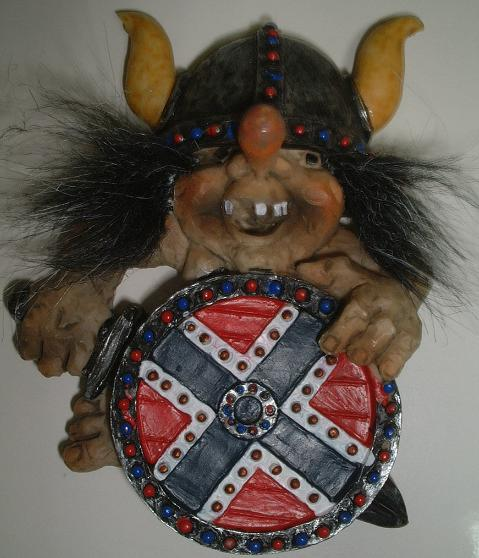
ノルウェー国旗の盾を持つバイキング姿のトロール（マグネット製）

トロールまたはトロル（丁: trold、典: troll）とは、北欧の国、特にノルウェーの伝承に登場する妖精の一種である。

## 概要
北欧ではトロルド、トロールド、トラウ、トゥローと呼ばれる。当初は悪意に満ちた毛むくじゃらの巨人として描かれ、それがやがて小さい身長として描かれている。変身能力があるのでどんな姿でも変身できる。
どのような存在であるかについては様々な描写があり、一定しない。ただし、鼻や耳が大きく醜いものとして描かれることが多い。別格のトロールたちには二つまたは三つの頭がある。
ノルド語の「Troll」は、怪物や妖精を指す一般名詞で、『巫女の予言』ではスコルについて「トロッルの姿」をしていると表現され、『エッダ』の詩語法67章にひかれる『老ブラギの歌』でも「トロッルは天の輪を呑みこむ」とある。また民話におけるトロールは、『エッダ』での「ヨトゥン」と互換性のある語として使われることから巨人とされる。
魔術は「トロッルの審判」と呼ばれ、魔女、魔術師は、トロッル的な属性を備えているとされるが、神話の時代に魔術を使うとされた女性の巨人ギューグの末裔で女性のトロール「トロールコナ」は、一応腕力も持つとされるほか、魔術を使うとされる。
一般的なトロールについてのイメージは、巨大な体躯、かつ怪力で、深い傷を負っても体組織が再生出来、切られた腕を繋ぎ治せる。醜悪な容姿を持ち、あまり知能は高くない。凶暴、もしくは粗暴で大雑把、というものである。
彼らと他種族との間にできる混血児は、ハールヴトロールと呼ばれ、『ヘルヴォルとヘイズレク王のサガ』に登場するアルングリムArngrímr(英語版記事)の他、エギル・スカラグリームスソンなどアイスランドの豪傑の祖にしてトロール女を母に持つグリム・ロッデンキンドなどが著名である。

## 地域別の伝承
『幻獣大全』によれば、トロールが非ゲルマン系のフィンランドにもいる点とその生息域について、ヨトゥンのモデルと思われるサプメラシュ (サーミ人) の生活圏、いわゆるラップランドと重なる点が指摘される。またサプメラシュの中では、トロールの亜種と考えられる、怪力で人を食う人型の怪物スターッル (Stallu) が言い伝えられている。こちらも各地へ伝播しフィンランド語でスターロ (Staalo)、スウェーデン語でスタッロ (Stallo(英語版記事)) と言われている。
基本的に丘や塚に住むため「丘の民(Haugfolk)」とも呼ばれる彼らは、地下に金銀財宝を蓄え、類縁である大地の精を繰り鉱石や宝石を集める、太陽光あるいはライムギで出来たパンを食べると死ぬ、十字架またはその印には触れられない、ビールの醸造は得意、人間を食べる、人間の子供を攫い、自種族の子供を置く「取り替え子」を行うと言った共通した特徴がある。
キャロル・ローズによれば、各地によって若干違うトロール伝承がある。

### ノルウェー
女のトロルは美しく長い赤毛をしているとされた。
ペテル・クリスティン・アスビョルンセンとヨルゲン・モーの『ノルウェー民話集』所収の『ヘダルの森でトロールに出会った少年たち』では、1つの目を3人で共有するトロールが登場する。
ノルウェーの人の中では、日常生活でふっと物が無くなった際には「トロールのいたずら」と言われる。
また、ほとんどの御土産物屋にトロールの人形が販売されており高い人気を博している。陶器製、マグネット製、紙製、キーホルダー製など実に様々なものがあり、トロールの姿も男性、女性、子供、老人、中にはヴァイキング姿、サッカー姿、サーファー姿、スキーヤー姿など実に様々なものがあり、中にはアンティークコレクションとして評価の高いものも数多く存在する。

### デンマーク
デンマークではTroldと呼ばれ、白く長いあごひげの老人として、赤い帽子、革エプロン姿で描かれる。
エブレトフトのトロルは背中にこぶがあり大きな鉤鼻、灰色ジャケット、とがった赤い帽子を着ている。グドマンストルップのトロルは背が高く黒く長い服を着ている。
また、よく「ヒキガエル」の姿をしているとされる、スコーブ・トロルデ (木のトロール)、ベルクフォルク、ビュルク・トロルデと呼ばれる小さなトロールが知られている。

### スカンジナビア半島
スカンジナビア半島では小人の妖精とされる。
トロルは丘陵地、長塚、土墳などの下に共同体を作り暮らすためスウェーデンではベルグフォルク（丘の人々）と呼ばれた。彼等の住処は財宝でいっぱいで夜になると光り輝くと言われた。彼らは騒音を嫌い鐘や教会からは離れて暮らした。気に入った人間には富と幸運をもたらし、気に入らないものには不運と破壊をもたらした。また女子供をさらい財宝を盗む。さらわれないためには人も動物もヤドリギの枝を身に着ける。金属工芸にも秀で、薬草や魔法を使った治療にも秀でていると言う。日の光に当たると石に変わるため、夕暮れ時から明け方までしか姿を見せない。

### フェロー諸島
デンマーク領フェロー諸島ではフォッデン・スケマエンドと呼ばれる。彼らは「うつろな人々」、「地下の人々」であり人をさらって何年も捕らえておくと言う。

### アイスランド
アイスランドでは一つ目の邪悪な巨人である。

### フィンランド
フィンランドでは池にすむ邪悪なシェートロールとして知られ、霧が出たり嵐が来ると人々はトロールが池から出てきて人を溺れさせると言う。またサプメラシュ (Sapmelas) の間で恐れられているスターッルと同系のフィンランド語で言われるスターロと呼ばれるものが言い伝えられているが、彼らは「月明りだけで歩ける夜」に子供を悪いものに掴まらぬよう守ってくれるといわれる。

### シェットランド諸島・オークニー諸島
シェットランド諸島やオークニー諸島ではトロールと同系の語「トロー(Trow)」と呼ばれる小さなトロールが言い伝えられている。彼らは善なるものランド・トロー、その一般的な種ピーリー・トロー、海に住むシー・トローの種に分かれると言う。彼らは緑が覆う日当たりのよい丘の斜面の地下に出口と入り口のある住居を構え、壁を金銀で飾り奇妙な形の家具を揃えているとされる。それを掘り起こすと罰を与えられるといわれるほか、姿を見るのも運が悪いとされる。ただ声を聴くのは運のいいこととされ、さらに彼らの音楽はスコットランド、アイルランド双方の音楽的特性を持ち、彼らから習ったあるいは聞いた人間の奏でる音楽はフェルリ―テューンズと呼ばれる。
トローあるいはトロウは、灰色または灰緑色の衣服をまとっているため「灰色のお隣さん(the grey neighbours)」と呼ばれる。彼らは音楽を好み、バイオリンかフィドルをよく奏で、複雑なステップを踏みながら踊り「妖精の輪」を作る。この内、goosedanceと呼ばれるダンスを行う「ヘンキー(Henkies)」と呼ばれる者が知られている。
太陽光は苦手で、日にあたると動けなくなる。いわゆるユールの期間には夜が長くなるため活動期間が長くなり、人間は気を付けなければならないとされる。
盗癖があり、特に銀を狙うほか、牛などを奪う際にはエルヴンボルトと呼ばれるもので倒した後、「事故死」したような偽物を置いていく、出産したばかりの母親、洗礼を受けていない子供を奪い、子供には代わりにチェンジリングを置くとされ、また仲間内での窃盗は追放される程度の罪とされる一方で、好みの人間には祝福を与えるとされる伝承や、ブーナーと呼ばれる「人間の仕事を手伝う」ものも伝えられている。
クナル・トロウ (Kunal Trow) と呼ばれる王トロウは人間に似ているが、陰気で、男性しかいない。後継者は人間の女性との交配によるが、配偶者の女性は出産後死亡するといわれる。
オークニー諸島のトロウは主に海や湖の水辺に住むといわれるが、他の地域での海のトロウは、海底に自分の領地を作り、上質な海産物で住居を拵える。彼らは海底で特別な空気を呼吸する上、水中へ出る際は、魚の皮を下半身に穿いていわゆる人魚となるが、アザラシの皮を着たものはセルキーと呼ばれる。

### グリーンランド・カナダ
キャロル・ローズはグリーンランド、カナダのイヌイット、イハルシュミット族に伝わる「邪悪な巨人」について、丘陵地に住み毛の生えていない腹を地面へ引きずり指には鉤爪が生え物陰に潜み人を襲い肉を引き裂く機会をうかがっているといわれる描写がトロールに似ると指摘している。

## フィクション作品のトロール
J・R・R・トールキンの『ホビットの冒険』では、モルゴスの被造物として登場する。エントを模したものとされる。通常の武器が通じないほど堅い皮膚を持つが、太陽光を浴びると石化するとされた。続編の『指輪物語』では、サウロンによって生み出された凶暴な上位種「オログ＝ハイ（Olog-hai）」が登場。その身を巨大な剣や鎧で武装しており、知能、戦闘能力も向上。また太陽光を浴びても石化しない。サウロン配下の中でも単純な近接戦闘においては無類の強さをみせ、兵士というより洗脳された生物兵器として運用され、前線突破や城壁破壊などに投入された。「一つの指輪」が破壊され力の源泉たるサウロンが滅びると、共に滅んだ。
- J・K・ローリングの『ハリー・ポッターシリーズ』でも巨漢の一種族として登場し、悪臭を放つとされる。彼らは山トロル (禿頭で怪力)、森トロル (緑色の皮膚をしている)、川トロル (橋の下に住み、頭部は頭髪と2本の短い角を持つ) の3亜種に分かれる。
- ヘンリック・イプセンの劇詩『ペール・ギュント』に登場するトロールは不死で、自分たちの国を愛する者として描かれている。
- テーブルトークRPGの『ルーンクエスト』では「トロウル」と呼ばれ、多数の亜種、架空の学名、骨格標本、進化樹形図、宗教、食や生活文化などが詳細に設定され、その背景世界「グローランサ」最強の種族と表現されることもある。
- コンピュータRPGの『ドラゴンクエストシリーズ』でも「トロル」、「ボストロール[注釈 2]」、「トロルキング」、「トロルボンバー」、「ダークトロル」など、毛皮を羽織って棍棒をもった大柄で獰猛なモンスターとして現れる。
- 宮崎駿原作、監督のアニメーション映画『となりのトトロ』では、森の主の妖精と接触した幼女草壁メイはそれが「絵本に出てくるトトロ」と名乗ったと主張、それを聞いた彼女の姉、草壁サツキはトロルであると判断した。映画のエンディングでサツキとメイの姉妹が布団の中で母親にトロルが登場する絵本「三びきのやぎのがらがらどん」を読んでもらっている描写がある。
- ガンヒルド・セーリンの児童文学『きょうだいトロルのぼうけん』では、石橋に住む善良な小人としてのトロルと、毛むくじゃらで赤い肌の悪いトロルの双方が描かれる。
- 挿絵付き小説『ムーミン』の作者でスウェーデン系フィンランド人トーベ・ヤンソンは、作品に登場するムーミントロールについて、名前にトロールと付いてはいるものの、妖精のトロールとは違うバーレルセル (Varelser) と呼ばれる生き物としている。
なお、同シリーズではムーミントロールを指す語で当初出ていた「Smatrollen(小さなトロールを指すスウェーデン語)」は後に「クニット(Knyttet)」という小人（小説版では「はい虫」として訳されている）の呼称として、外伝絵本『さびしがりやのクニット[17]』で使っている他、ムーミントロールの祖先種で大きな鼻と尾を持つ「山のトロール」、民家のタイルストーブに住み着く「家住みトロール」海を徘徊する「海のトロール」、などが登場する上に、願いを叶えてくれる「飛行おに」の原語「Trollkarl」は原義が「トロールの人」である。
- 2022年にノルウェイでNetflix映画「トロール」（Troll）が制作された。ローアル・ユートハウグ監督作品。山脈を貫通するトンネルを掘削する爆破によって目覚めたトロールが自分たちの王宮のあったオスロに向かい、人類と対立する。
- 1986年にジョン・カール・ビュークラー(英語版記事)監督の映画『トロル(英語版記事)』が発表されている。
- 話集『トロールものがたり』イングリ&エドガー・ドーレア(英語版記事)作による絵本の形式でトロールの多様な種族とその生態を描いたもの。大きな家畜を飼い巨大な体躯に鼻、尾を持つトロールは類縁である「ノーム」を操って自宅に金銀財宝を蓄える。また同様に大地の精霊を従え牛の牧畜を行う「ハルダー」と呼ばれる人間の大きさのものに対する説明と生態の紹介によってトロール側への悲劇が展開する。同作者は『トロールのばけものどり』という作品も著している。
- ポール・アンダーソン『折れた魔剣英語版記事』では、エルフ王とトロールの女性の間に生まれ、人間界へ追放された子ヴァルガルドが、主要な人物として登場する。
- クリフォード・D・シマック『小鬼の居留地英語版記事』では、ジュラ紀に地球へ宇宙から来た小さなトロールが登場する。

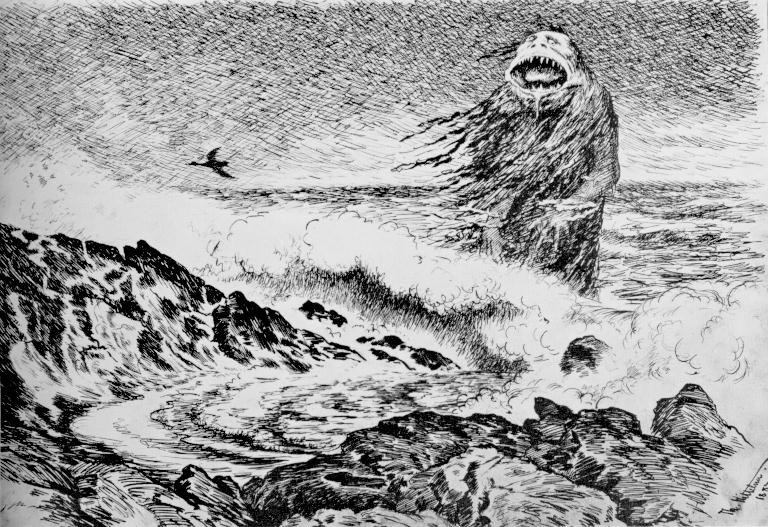
海のトロール (テオドール・キッテルセン, 1887).
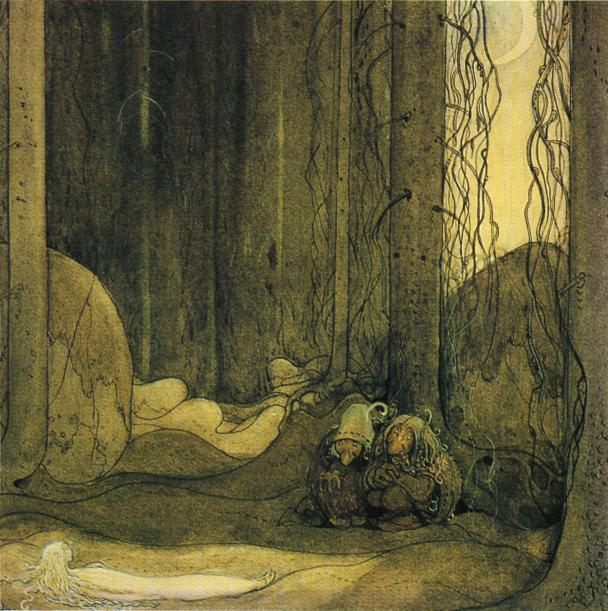
The changeling (ヨン・バウエル, 1913).
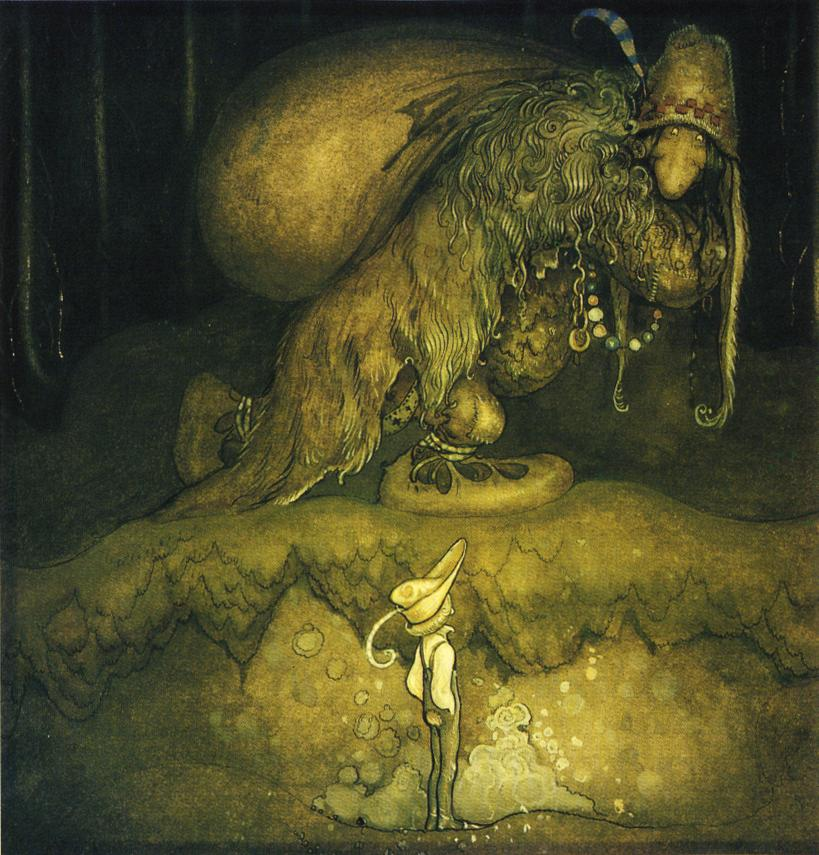
こんばんわ！ (ヨン・バウエル, 1915).
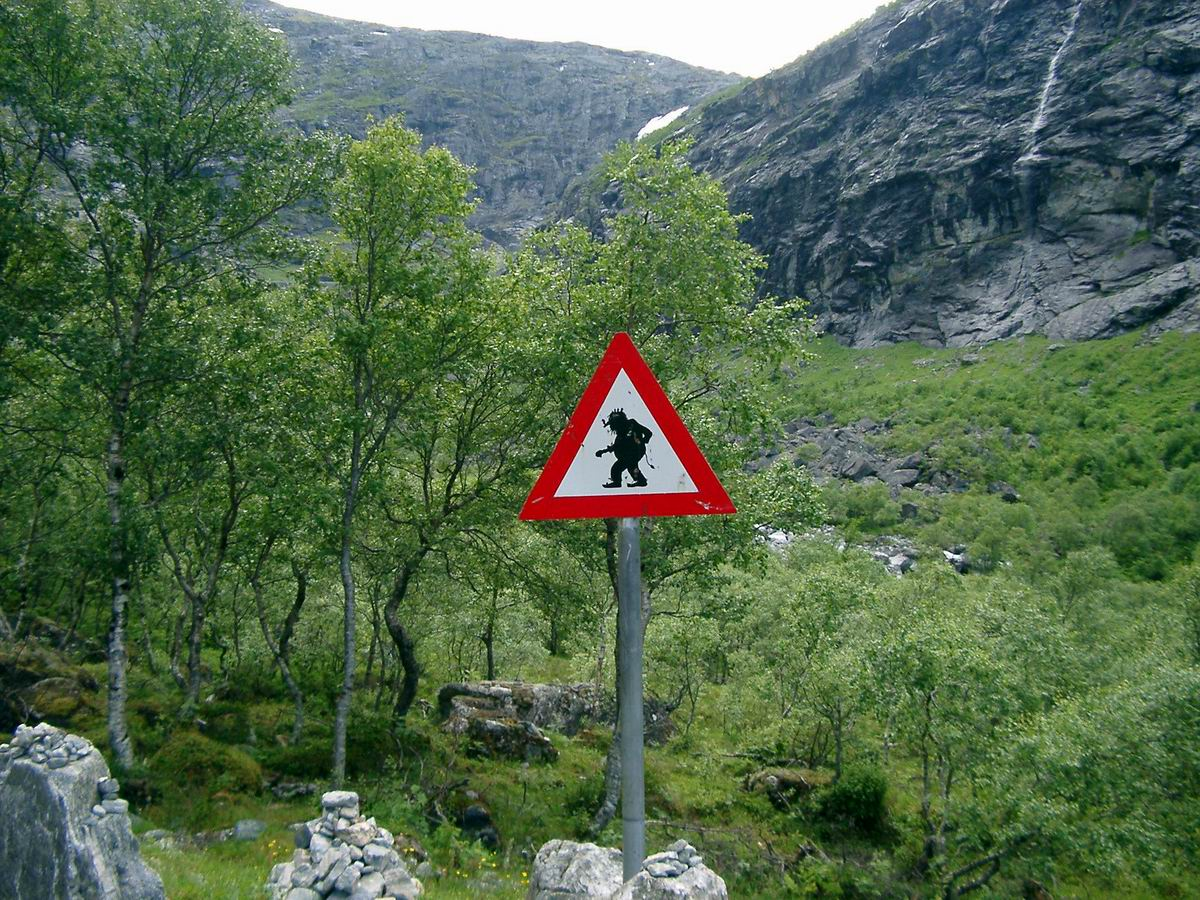
トロール横断注意！　の道路標識（ノルウェー）
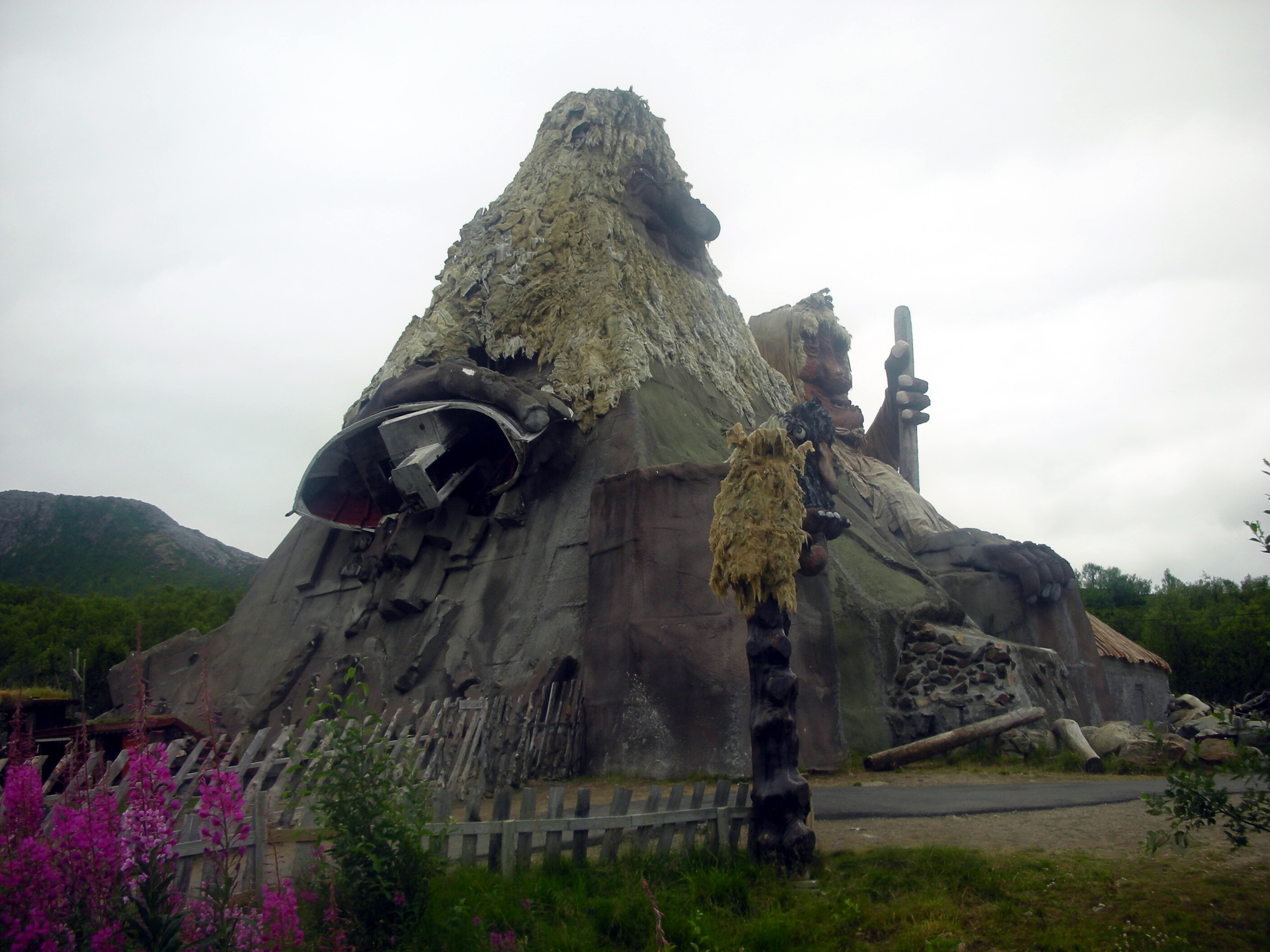
世界最大のトロール
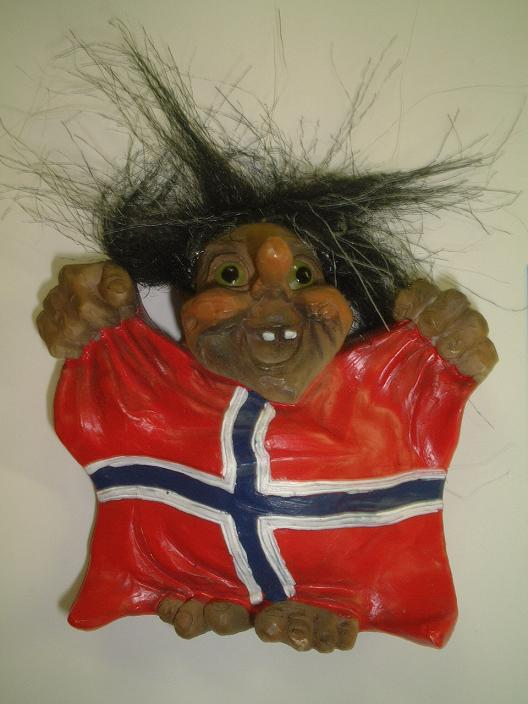
ノルウェー国旗を持つトロール（マグネット製）

## インターネット・トロル
主に英語圏で、ゲームや電子掲示板において否定的な書き込みなどの荒らしを行う人の事を「インターネット・トロル」と呼ぶ。もしくはただ単に「トロール」ということもある。転じて、「パテント・トロール」のように普遍的な迷惑行為を行う人物を指すこともある。元々、英語圏では「厄介者」を指して、稀に「トロール」と呼ぶ事からインターネットミームの一つとして成立した。